# 肥牛树
肥牛树（学名：Cephalomappa sinensis）为大戟科肥牛树属下的一个种。其种加词“sinensis”意为“中华的”。
现接受名为肥牛木（Muricococcum sinense Chun & F.C.How, 1956）。